# Austrolebias monstrosus
Austrolebias monstrosuses un pez de agua dulce la familia de los rivulines en el orden de los ciprinodontiformes.

## Morfología
Cuerpo alargado, los machos pueden alcanzar los 15 cm de longitud máxima.

## Distribución geográfica
Se encuentran en ríos de Sudamérica, en la cuenca del río Paraguay.

## Hábitat
Viven en pequeños cursos de agua entre 25 y 30°C, de comportamiento bentopelágico y no migrador. Es muy difícil de mantener en acuario.